# Le Châtelard (Svizzera)
Le Châtelard (toponimo francese) è un comune svizzero di 378 abitanti del Canton Friburgo, nel distretto della Glâne.

## Monumenti e luoghi d'interesse
- Chiesa cattolica di San Bernardo di Mentone, eretta nel 1846[1].

## Società

### Evoluzione demografica
L'evoluzione demografica è riportata nella seguente tabella:
Abitanti censiti

## Amministrazione
Ogni famiglia originaria del luogo fa parte del comune patriziale che ha la responsabilità della manutenzione di ogni bene comune.